# Miklós Küzmics

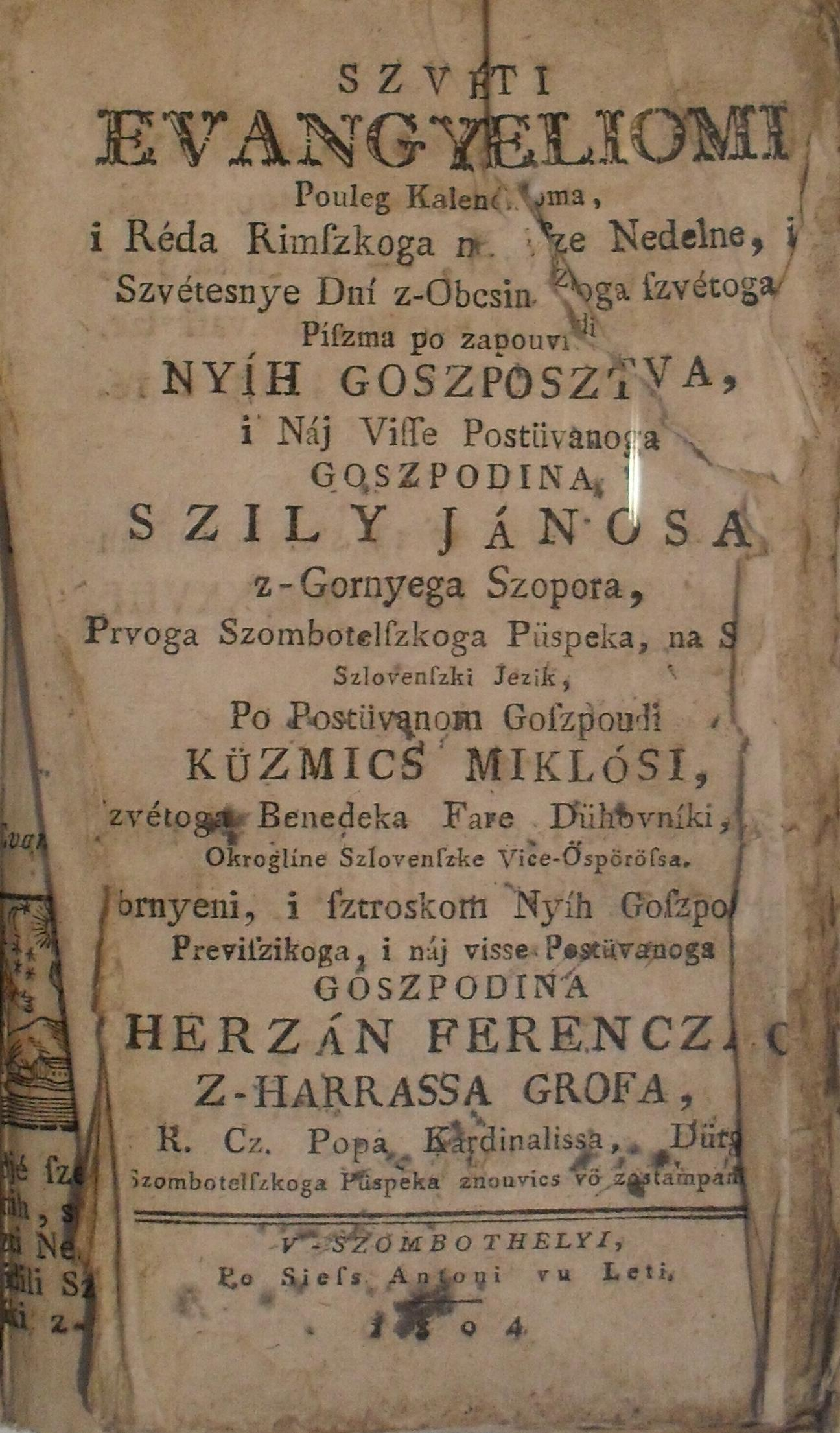
Das Evangelium in der Übersetzung von Miklós Küzmics, 1804.

Miklós Küzmics (auch: Mikloš Küzmič, Nikolaus Küzmitsch; * 15. September 1737 in Dolnji Slaveči; † 11. April 1804 in Kančevci) war ein slowenischer Übersetzer und katholischer Priester in Ungarn. Küzmics war der Dekan des Übermurgebiets und Vendvidék und Lehrinspektor der zum slowenischen Propstum gehörenden Schulen (Miklós Küzmics ist nur ein Namensvetter von István Küzmics und kein Verwandter). Für die ungarischen Slowenen hatte Miklós Küzmics das erste zweisprachige Schulbuch verfasst: ABC knizsica na narodni soul haszek, welches er aus der deutschen Sprache in die ungarische und slowenische Sprache übersetzte. Dieses Büchlein, welches das erste slowenisch-ungarische Wörterbuch enthielt, erschien 1790 in Buda. 1804 erschien seine Übersetzung des Evangeliums in die slowenische Sprache (Prekmurisch).

## Werke
- Krátká Summa Velikoga Katekizmussa. Sopron 1780.
- Szvéti evangyeliomi. 1780.
- Szlovenszki Silabikar. 1780.
- Pomoucs Beté'snih, Mirajoucsih. 1781.
- Kniga Molitvena, na haszek Szlovénszkegá národá. 1783.
- ABC Kni'sicza na narodni soul haszek. Büdin 1790.
- Sztárogá i nouvogá Testamentumé svéte histórie Kratke Summa. Szombathely 1796.